# Leland Grove
Leland Grove es una ciudad ubicada en el condado de Sangamon en el estado estadounidense de Illinois. En el Censo de 2010 tenía una población de 1503 habitantes y una densidad poblacional de 925,54 personas por km².

## Geografía
Leland Grove se encuentra ubicada en las coordenadas 39°46′43″N 89°41′2″O / 39.77861, -89.68389. Según la Oficina del Censo de los Estados Unidos, Leland Grove tiene una superficie total de 1.62 km², de la cual 1.62 km² corresponden a tierra firme y (0%) 0 km² es agua.

## Demografía
Según el censo de 2010, había 1503 personas residiendo en Leland Grove. La densidad de población era de 925,54 hab./km². De los 1503 habitantes, Leland Grove estaba compuesto por el 95.68% blancos, el 0.86% eran afroamericanos, el 0.07% eran amerindios, el 1.46% eran asiáticos, el 0.07% eran isleños del Pacífico, el 0.53% eran de otras razas y el 1.33% pertenecían a dos o más razas. Del total de la población el 1.8% eran hispanos o latinos de cualquier raza.